# WHAT'S GONNA BE?
『WHAT'S GONNA BE?』（ワッツ ガナ ビー）は、日本のロックバンド・FIVE NEW OLDが2019年3月13日にトイズファクトリーから発売した、メジャー3枚目、通算4枚目のEPである。

## 概要
前作『For A Lonely Heart』から5ヶ月ぶりの作品で、バンド史上初のアジアツアー「ASIA TOUR 2019」に先駆けてリリースされた。
2019年2月15日には表題曲「What's Gonna Be?」の先行配信が開始された。
発売日の3月13日には、表題曲「What's Gonna Be?」のMVが公開された。

## 収録楽曲
全作詞：Hiroshi Nakahara / 作曲・編曲：FIVE NEW OLD
1. What's Gonna Be? (3:33)
  - 本作の表題曲であるが、アルバムタイトルは全て大文字なのに対し、楽曲の方は頭文字のみ大文字となっている。
  - タイトルの意味は「一体どうすんのさ？」。
  - 「ライブで初めて聴いてもノれるか」「一緒に歌えるか」など、観客と一緒に楽しめる楽曲を意識して制作された[5]。
  - 再録した音源がベストアルバム『FiNO is』に収録されている[6]。
2. Please Please Please (3:49)
  - この曲でHAYATOは初めてコンガを叩いている[5]。
  - 再録した音源がベストアルバム『FiNO is』に収録されている[6]。
3. Better Man (3:33)
  - 「ASIA TOUR 2019」ではオープニングナンバーとして演奏された[7]。
4. Don't Try To Be Perfect (3:23)
  - 当初ドラムは打ち込みの予定だった[5]。
  - 「ASIA TOUR 2019」ではアンコールラストナンバーとして演奏された[8]。

## 参加ミュージシャン
FIVE NEW OLD
- HIROSHI（ボーカル・ギター）
- WATARU（ギター・キーボード）
- HAYATO（ドラムス）
- SHUN（ベース）